# Louis Sigurd Fridericia
Louis Sigurd Fridericia, född 24 januari 1881, död 1947, var en dansk hygieniker.
Fridericia blev medicine doktor 1910 med avhandlingen Undersøgelser over Fosterstofskifte, och professor i hygien vid Köpenhamns universitet 1928. Fridericia hade en allsidig vetenskaplig och praktisk utbildning, som han dokumenterade i avhandlingar om ämnesomsättningens och andningens normala och patologiska fysiologi, om hjärtsjukdomar och om hygien, i synnerhet om näringslära.